# Autoportrait avec bonnet de fourrure et cuirasse
L'autoportrait avec bonnet de fourrure et cuirasse est un tableau du peintre néerlandais Carel Fabritius (1622-1654) datant de 1654. L'huile sur toile est conservée à la National Gallery de Londres.

## Description
L'œuvre représente un jeune homme posant devant un ciel nuageux, un arrière-plan inhabituel pour ce type de portrait. Le modèle, qui est probablement l'artiste lui-même, est tourné de trois-quarts vers l'observateur du tableau. Il porte un bonnet en fourrure ainsi qu'une cuirasse. L'usage de pièces de costume militaire est courante au sein des portraits hollandais du XVIIe siècle, sans que cela n'implique un emploi militaire chez la personne représentée.
Ave ce tableau peint à la fin de sa vie, Fabritius s'éloigne du style de ses premières œuvres, influencé par Rembrandt . Son emploi de la couleur est plus délicat, son tracé plus fin, la lumière moins intense. Il s'agit là possiblement d'une conséquence de son installation à Delft en 1650, bien que ses liens avec l'école de peinture de même nom sont inconnus.
Comme pour certains autoportraits de Rembrandt, cette peinture peut être considérée comme une tronie. Le portrait a probablement été peint en tant qu'exercice technique pour l'artiste, ou dans le but d'être vendu à un membre du public.